# Live at the Isle of Wight Festival 1970 (album des Who)
Pour les articles homonymes, voir Live at the Isle of Wight Festival 1970.
Albums de The Who
Live at Leeds
(1970)
Live at the Isle of Wight Festival 1970 est un album du groupe de rock anglais The Who, enregistré le 29 août 1970, édité par Sony en 1996.
Une VHS du concert est parue en 1996, puis un DVD en 1998, remasterisé en 2004.
Live at the Isle of Wight Festival est l'enregistrement du second passage des Who au festival de l'île de Wight, dans le sud de l'Angleterre.
Le concert se divise en deux parties : la première est composée de titres d'albums, de singles et de reprises, et la seconde est composée de titres issus exclusivement de l'album Tommy. C'est cette dernière partie qui apparaît sur l'album de 1996, seul le DVD remasterisé du concert contient ces deux parties.

## Titres
Toutes les chansons sont de Pete Townshend, sauf indication contraire.

### Disque 1
1. Heaven and Hell (Entwistle) – 5:16
2. I Can't Explain – 2:45
3. Young Man Blues (Allison) – 6:06
4. I Don't Even Know Myself – 6:11
5. Water – 10:53
6. Overture – 5:08
7. It's a Boy – 1:33
8. 1921 – 2:27
9. Amazing Journey – 3:19
10. Sparks – 5:10
11. Eyesight to the Blind (The Hawker) (Williamson) – 1:58
12. Christmas – 3:25

### Disque 2
1. Acid Queen – 3:41
2. Pinball Wizard – 2:50
3. Do You Think It's Alright? – 0:22
4. Fiddle About (Entwistle, Townshend) – 1:15
5. Tommy, Can You Hear Me? – 0:58
6. There's a Doctor – 0:22
7. Go to the Mirror! – 3:32
8. Smash the Mirror – 1:16
9. Miracle Cure – 0:13
10. I'm Free – 2:24
11. Tommy's Holiday Camp (Moon) – 1:01
12. We're Not Gonna Take It – 9:37
13. Summertime Blues (Cochran, Capehart) – 3:24
14. Shakin' All Over / Spoonful / Twist and Shout (Heath / Willie Dixon / Medley, Russell) – 6:27
15. Substitute – 2:10
16. My Generation – 7:15
17. Naked Eye – 6:33
18. Magic Bus – 4:35